# George Perlman
George Perlman (* 15. Mai 1897 in Kiew; † 23. Juni 2000 in Chicago) war ein US-amerikanischer Geiger, Musikpädagoge und Komponist.
Perlman entstammte einer jüdischen Familie; seine Vorfahren waren über Generationen Rabbiner. Er kam mit seinen Eltern 1901 nach Chicago. Dort hatte er Violinunterricht bei Leon Samatini und Adolph Weidig und auch ein Jahr lang bei Leopold Auer. Er studierte Jura an der Northwestern und der DePaul University und eröffnete 1927 eine Anwaltskanzlei. Er unterrichtete daneben am Fine Arts Building und gab seine Tätigkeit als Anwalt bald zu Gunsten der Musik auf. 
1933 wurde er Herausgeber für Violinmusik beim New Yorker Musikverlag Carl Fischer. Unter anderem gab er hier die Anthologien Violinist’s Solo Album und Violinist’s Contest Album heraus. Die meisten seiner eigenen Kompositionen schrieb er für seine Violinschüler. Sie erschienen bei Fischer, Boosey & Hawkes und Theodore Presser. Er unterrichtete bis wenige Monate vor seinem Tod. Zu seinen zahlreichen Schülern zählten Barbara Sonies, Lawrence und Joseph Golan, David Arenz, Pamela Hentges und Richard Posner.

## Werke
- Ghetto Sketches, 1931
- Suite Hebraique, 1939
- Israeli Concertino, 1973
- Indian Concertino
- Concertino in la minor
- Clown’s Greeting to a Dummy
- Hébraïsch
- La Danse des Rabbins
- Yisker